# Radio drive plus
radio drive plus（レディオドライブプラス）は2008年9月30日まで、月～木曜16～19時にe-radioで放送されていたラジオ番組である。大津PARCOにあるサテライトスタジオを使用していた。
2007年10月までは「radio drive」（レディオドライブ）というタイトルであったが、番組リニューアルに伴いタイトルが変更された。

## MC
- 月曜 下埜正太
- 火曜 alee
- 水曜 吉川朋江
- 木曜 仙石幸一(2007年4月5日から。又、レギュラー定着前の2007年3月21日には水曜吉川に代わって出演していた。)

### 過去にレギュラー出演していたMC
- アイクル(旧木曜MC/2007年3月29日まで)

## 備考
- 2007年3月21日、水曜担当吉川朋江の代理で現木曜MCの仙石幸一がMCを担当した。同年7月25日水曜日には火曜担当のaleeが代理でMCを担当した。
- 滋賀県からかなり遠い岡山県からメッセージが届いた事もある。
- 2007年7月16日（海の日）では新装開店!Nats Melon Showの時間を利用して「みんなでエコマナ 交通安全スペシャル」でDJを担当していた火曜担当のaleeと水曜担当の吉川が引き続いて出演した。この為この日は、下埜・alee・吉川MC3人体制でのOAとなった。